# Massif de l'Adamaoua
Pour les articles homonymes, voir Adamawa.
L'Adamaoua (aussi écrit Adamawa) est un massif montagneux d'Afrique de l'Ouest qui s'étend du sud-est du Nigeria au centre-nord du Cameroun (région de l'Adamaoua puis à travers la région du Nord) et jusqu'en République centrafricaine. Le plateau Adamaoua est la source de nombreux cours d'eau dont la Bénoué et la Sanaga.
Cette région recèle de nombreux lieux inexplorés ou mal identifiés du point de vue archéologique. La ville de Ngaoundéré est le chef lieu de la région homonyme au Cameroun.

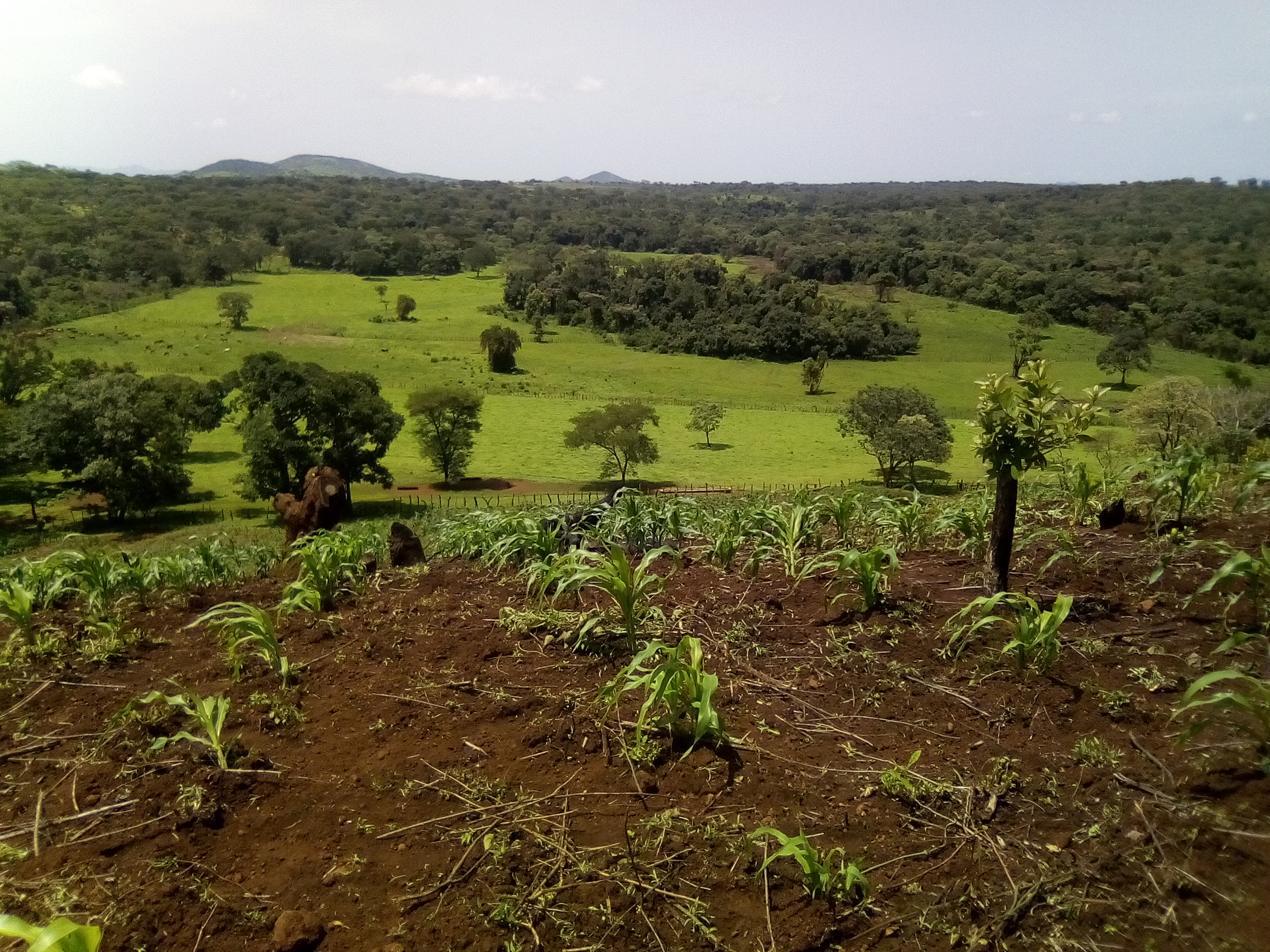
Paysage de Ngaoundaba, près de Ngaoundéré.